# Daniel Van Buyten
Daniel van Buyten (Chimay, Henao, 7 de febrer de 1978) és un exfutbolista belga.

## Trajectòria

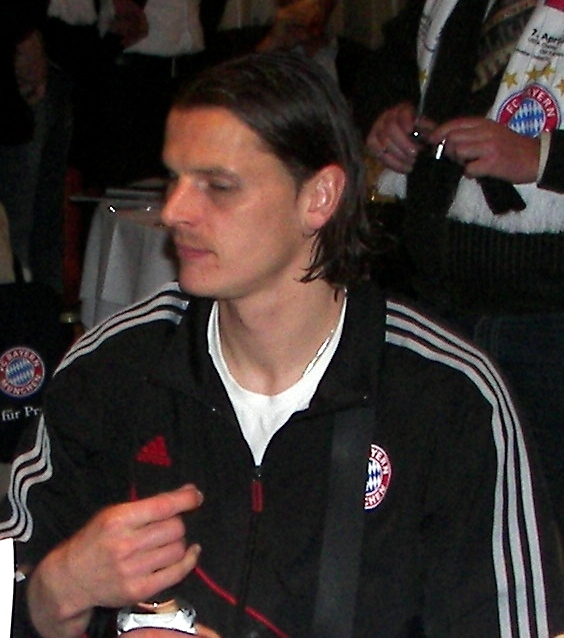
Van Buyten al Bayern de Múnic el 2010.

Va debutar com a futbolista amb 19 anys al Charleroi SC belga, va jugar 19 partits i va marcar 1 gol. A l'any següent el Standard Liège obté els seus servicis, en les dues temporades a l'equip, va jugar 56 partits i va fer 7 gols. A la 2001-2002 va fitxar per l'Olympique de Marsella, Va jugar 84 partits i va marcar 13 gols a l'equip francès i va arribar, fins i tot, a ser el millor defensa de la lliga. Després d'una cessió al Manchester City FC Van Buyten recala a l'Hamburger SV, només va estar dues temporades a l'equip però el va ajudar a arribar a la Lliga de Campions de la UEFA de la temporada 2006-2007. Al mercat d'estiu del 2006 Van Buyten fitxa pel Bayern de Múnic, equip on va aconseguir, fins ara, els seus únics títols: la Copa de la Lliga alemanya de futbol de l'any 2007, les Copa alemanya de futbol dels anys 2008 i 2010, les Bundeslliga dels anys 2008 i 2010 i la Copa de la Lliga alemanya de futbol de l'any 2010.

## Internacional
Amb la selecció belga va jugar la Copa del Món de Futbol de 2002 on la seva selecció va ser eliminada a la primera ronda. Ha marcat 10 gols en 65 partits jugats amb la selecció de futbol de Bèlgica.

## Palmarès

### Campionats internacionals
| Títol                        | Club            | País            | Any     |
| ---------------------------- | --------------- | --------------- | ------- |
| Lliga de Campions de la UEFA | Bayern de Múnic | Londres         | 2012-13 |
| Supercopa d'Europa           | Bayern de Múnic | República Txeca | 2013    |